# Patu woodwardi
Patu woodwardi är en spindelart som beskrevs av Forster 1959. Patu woodwardi ingår i släktet Patu och familjen Symphytognathidae. Inga underarter finns listade i Catalogue of Life.